# Arnel
Arnel je moško osebno ime.

## Izvor imena
Ime Arnel je različica moškega osebnega imena Arne.

## Pogostost imena
Po podatkih Statističnega urada Republike Slovenije je bilo na dan 31. decembra 2007 v Sloveniji število moških oseb z imenom Arnel: 77.

## Osebni praznik
Osebe z imenom Arnel lahko godujejo takrat kot osebe z imenom Arnold.